# Anthony Wilson (Eishockeyspieler)
Anthony Wilson (* 20. August 1973 in Sydney) ist ein ehemaliger australischer Eishockeyspieler, der den Großteil seiner Karriere bei den Sydney Ice Dogs in der Australian Ice Hockey League spielte.

## Karriere
Anthony Wilson begann seine Karriere bei den Blacktown Bullets in der New South Wales Ice Hockey League. 2002 wechselte er in die ein Jahr zuvor gegründete Australian Ice Hockey League, wo er zunächst bei den Sydney Bears aktiv war. Von 2003 bis zu seinem Karriereende 2013 stand er dann bei den Sydney Ice Dogs auf dem Eis. Mit den Eishunden aus seiner Heimatstadt gewann er 2004 und 2013 den Goodall-Cup, die australische Meisterschaft. 2013 errang er mit seiner Mannschaft als Hauptrundensieger der AIHL auch die H Newman Reid Trophy.
Nach seiner Spielerkarriere war Wilson 2015 General Manager der Sydney Ice Dogs.

### International
Für Australien nahm Wilson zunächst an der C2-Weltmeisterschaft 1995 sowie den D-Weltmeisterschaften 1996, 1997, 1998, 1999 und 2000 teil. Nach der Umstellung auf das heutige Divisionensystem spielte er bei den Weltmeisterschaften der Division II 2002, 2003, 2004, 2005, 2006, 2007, 2008, als beim Heimturnier in Newcastle erstmals der Aufstieg in die Division I gelang, und 2010, als er zum besten Abwehrspieler des Turniers gewählt wurde.

## Erfolge und Auszeichnungen
- 2000 Aufstieg in die Division II bei der D-Weltmeisterschaft
- 2003 Goodall-Cup-Gewinn mit den Sydney Ice Dogs
- 2008 Aufstieg in die Division I bei der Weltmeisterschaft der Division II, Gruppe B
- 2010 Bester Abwehrspieler bei der Weltmeisterschaft der Division II, Gruppe A
- 2013 Goodall-Cup-Gewinn und H Newman Reid Trophy mit den Sydney Ice Dogs